# 쿠바의 행정 구역
다음은 쿠바의 행정 구역에 관한 서술이다. 쿠바는 15개의 주와 15개의 주에서 168개의 지방 자치체로 이루어져 있다.